# Швајкс
Швајкс (њем. Schweix) општина је у њемачкој савезној држави Рајна-Палатинат. Једно је од 84 општинска средишта округа Југозападни Палатинат. Према процјени из 2010. у општини је живјело 347 становника. Посједује регионалну шифру (AGS) 7340048.

## Географски и демографски подаци
Швајкс се налази у савезној држави Рајна-Палатинат у округу Југозападни Палатинат. Општина се налази на надморској висини од 377 метара. Површина општине износи 3,7 km². У самом мјесту је, према процјени из 2010. године, живјело 347 становника. Просјечна густина становништва износи 93 становника/km².